# Reklin
Reklin (pol. hist. Reklino) – wieś w Polsce położona w województwie wielkopolskim, w powiecie wolsztyńskim, w gminie Siedlec.

## Historia
Miejscowość pierwotnie związana była z Wielkopolską. Ma metrykę średniowieczną i istnieje co najmniej od początku XV wieku. Po raz pierwszy wieś wymieniana w łacińskojęzycznym dokumencie z 1417 pod wariantem obecnej nazwy Reklino, 1419 Raclino, 1426 Raclyno, 1431 Reklino, 1450 Ryclino, 1491 Reclyno.
Wieś istniała jednak wcześniej niż zachowane, archiwalne zapisy. W X-XIII wieku na terenie obecnej wsi istniała osada. Archeolodzy znaleźli w pozostałościach po niej gliniane i obtaczane naczynia.
Miejscowość była wsią szlachecką, własnością Jarogniewskich. W 1417 wieś wzmiankowana została przy opisie granic ze wsią Karna. W 1419 właścicielem wsi był Michał Jarogniewski, który z Hynkiem z Karny toczył spór o granice między wsiami i wytyczali granicę między Reklinem i Karną. W 1446 miejscowość należała do powiatu kościańskiego, a potem do powiatu poznańskiego Korony Królestwa Polskiego. W tym roku Wojciech Jarogniewski oddał Konin (koło Lwówka) braciom niedzielnym Janowi, Mikołajowi, Wincentemu i Marcinowi z Jaromierza, a w zamian otrzymał Reklin, Uście, pół Karny oraz prawo wykupu do drugiej połowy Karny. W 1500 właścicielką majątku we wsi była Katarzyna wdowa po Mikołaju Jaromirskim, która zapisała szpitalowi św. Barbary na Chwaliszewie czynsz w wysokości 2,5 grzywny z prawem wykupu za 45 florenów na połowie Karny oraz połowie Reklina, tzn. na swojej ojcowiźnie. W 1502 dała ona także swemu drugiemu mężowi Andrzejowi Skrzydlewskiemu 1/3 swych części w Karnie i Reklinie. Według archiwalnego dokumentu dobra te miały przypaść spadkobiercom tego z małżonków, który będzie żył dłużej. W 1563 wieś należała do parafii Niałek Wielki. W 1512 mieszkańcy Reklina posiadali prawo do korzystania pastwisk w Karnie.
W 1530 pobrano podatki we wsi z 5 łanów, pozostałe łany zostały zwolnione od opłaty z powodu pożaru. W 1563 pobór zapłacili dwaj bracia synowie Piotra Kosickiego vel Jaromirskiego: Piotr od 5 łanów, a Jan od 5 łanów i karczmy dorocznej. W 1564 w Reklinie odnotowano 10 łanów. W 1580 właścicielka we wsi Zofia Jaromirska zapłaciła pobór od 5 łanów, 4 zagrodników, 3 komorników, a Jan Jaromirski zapłacił od 4,5 łana, 4 zagrodników i 2 komorników.
Po rozbiorach Polski miejscowość tak jak cała Wielkopolska znalazła się pod zaborem pruskim. W okresie Wielkiego Księstwa Poznańskiego (1815-1848) miejscowość wzmiankowana jako Reklin należała do wsi większych w ówczesnym powiecie babimojskim rejencji poznańskiej. Reklin należał do tuchorskiego okręgu policyjnego tego powiatu i stanowił część majątku Karna, który należał wówczas do Jana Bnińskiego. Według spisu urzędowego z 1837 roku Reklin liczył 152 mieszkańców, którzy zamieszkiwali 11 dymów (domostw).
W latach 1975–1998 miejscowość administracyjnie należała do województwa zielonogórskiego.